# Bystrická dolina (Velká Fatra)
Bystrická dolina je dlouhé údolí nalézající se v jižní části Velké Fatry. Protéká jim potok Bystrica. Celým údolím prochází asfaltová silnice a s ní i žlutě značená turistická cesta z Dolného Harmance na Kráľovu studni.